# 루리 하나카
루리 하나카(일본어: 瑠璃 花夏 るり はなか[*], 7월 1일 - )는 다카라즈카 가극단 호시구미 소속 여역이다.
교토부 교토시 출신, 교토코우카고등학교 출신이다. 키 160cm, 애칭은 "치나(ちな)", "루리(り)"이다.

## 약력
2015년, 다카라즈카 음악학교에 입학
2017년, 다카라즈카 가극단 103기생으로 입단. 유키구미 공연 「막말태양전 / Dramatic “S”!」로 초무대. 그 후, 호시구미에 배속
2021년, 「야규인법첩」으로 신인공연 첫 히로인. 입단 5년차때의 발탁이었다.

## 주요 무대
| 기간 (월) | 소속 | 제목                                               | 공연장                                                      | 배역                                        | 비고                                          |
| --------- | ---- | -------------------------------------------------- | ----------------------------------------------------------- | ------------------------------------------- | --------------------------------------------- |
| 2017년    |      |                                                    |                                                             |                                             |                                               |
| 4 - 5     | 유키 | 막말태양전                                         | 다카라즈카 대극장                                           |                                             | 초무대                                        |
| 4 - 5     | 유키 | Dramatic “S”!                                      | 다카라즈카 대극장                                           |                                             | 초무대                                        |
| 9 - 12    | 호시 | 베를린, 나의 사랑                                  | 다카라즈카 대극장 도쿄 다카라즈카 극장                      | 소년 (신인공연) / 베를린의 소녀 ( 신인공연) | 본역 : 세이라 히토미 / 본역 : 아마이로 미네리 |
| 9 - 12    | 호시 | Bouqduet de TAKARAZUKA                             | 다카라즈카 대극장 도쿄 다카라즈카 극장                      |                                             |                                               |
| 2018년    |      |                                                    |                                                             |                                             |                                               |
| 2         | 호시 | 덧없는 사랑                                        | 중일극장                                                    | 안나 / 요한나                               |                                               |
| 2         | 호시 | Bouqduet de TAKARAZUKA                             | 중일극장                                                    |                                             |                                               |
| 4 - 7     | 호시 | ANOTHER WORLD                                      | 다카라즈카 대극장 도쿄 다카라즈카 극장                      | 천녀 (신인공연) / 연꽃의 정령               | 본역 : 시로타에 나츠                          |
| 4 - 7     | 호시 | Killer Rouge                                       | 다카라즈카 대극장 도쿄 다카라즈카 극장                      |                                             |                                               |
| 8 - 11    | 호시 | Thunderbolt Fantasy 동리검유기                     | 우메다예술극장 일본청년관 국가희극원 가오슝시문화중심지덕당 |                                             |                                               |
| 8 - 11    | 호시 | Killer Rouge / 星秀☆煌紅                           | 우메다예술극장 일본청년관 국가희극원 가오슝시문화중심지덕당 |                                             |                                               |
| 2019년    |      |                                                    |                                                             |                                             |                                               |
| 1 - 3     | 호시 | 안개 깊은 엘베 강가                                | 다카라즈카 대극장 도쿄 다카라즈카 극장                      | 베티 슈나이더 (신인공연)                    | 본역 : 미즈노 유리                            |
| 1 - 3     | 호시 | ESTRELLAS ~ 별들~                                  | 다카라즈카 대극장 도쿄 다카라즈카 극장                      |                                             |                                               |
| 5         | 호시 | 알제의 남자                                        | 전국투어                                                    | 꽃 파는 여자                                |                                               |
| 5         | 호시 | ESTRELLAS ~ 별들~                                  | 전국투어                                                    |                                             |                                               |
| 7 - 10    | 호시 | GOD OF STARS -식성-                                | 다카라즈카 대극장 도쿄 다카라즈카 극장                      | 체리 (신인공연)                             | 본역 : 사쿠라바 마이                          |
| 7 - 10    | 호시 | Éclair Brillant (에클레르 브리앙)                  | 다카라즈카 대극장 도쿄 다카라즈카 극장                      |                                             |                                               |
| 11 - 12   | 호시 | 록 오페라 모차르트                                 | 우메다예술극장 도쿄건물 Brillia HALL                        | 여관                                        |                                               |
| 2020년    |      |                                                    |                                                             |                                             |                                               |
| 2 - 3     | 호시 | 현요의 계곡 ~내려온 신성~                          | 다카라즈카 대극장                                           | 하루무네 (신인공연)                         | 본역 : 아리사 히토미                          |
| 2 - 3     | 호시 | Ray -빛의 광선-                                    | 다카라즈카 대극장                                           |                                             |                                               |
| 7 - 9     | 호시 | 현요의 계곡 ~내려온 신성~                          | 도쿄 다카라즈카 극장                                        |                                             |                                               |
| 7 - 9     | 호시 | Ray -빛의 광선-                                    | 도쿄 다카라즈카 극장                                        |                                             |                                               |
| 11        | 호시 | 엘 아르콘 -매-                                     | 우메다예술극장                                              |                                             |                                               |
| 11        | 호시 | Ray -빛의 광선-                                    | 우메다예술극장                                              |                                             |                                               |
| 2021년    |      |                                                    |                                                             |                                             |                                               |
| 2 - 5     | 호시 | 로미오와 줄리엣                                    | 다카라즈카 대극장 도쿄 다카라즈카 극장                      |                                             |                                               |
| 7         | 호시 | 바사라의 현손                                      | 드라마시티 프레이하우스                                     | 오쵸                                        |                                               |
| 9 - 12    | 호시 | 야규인법첩                                         | 다카라즈카 대극장 도쿄 다카라즈카 극장                      | 텐마루 유라 (신인공연)                      | 본역 : 마이소라 히토미 신인공연 첫 히로인     |
| 2022년    |      |                                                    |                                                             |                                             |                                               |
| 2         | 호시 | 왕가에 바치는 노래                                 | 미소노좌                                                    | 여관 타니                                   |                                               |
| 4 - 7     | 호시 | 만남은 다시 한번 next generation -한밤중의 의뢰인- | 다카라즈카 대극장 도쿄 다카라즈카 극장                      |                                             |                                               |
| 4 - 7     | 호시 | Gran Cantante (그랑 칸탄테)!!                      | 다카라즈카 대극장 도쿄 다카라즈카 극장                      |                                             |                                               |